# Bosco Vallazzuna
Bosco Vallazzuna este o arie protejată (arie specială de conservare — SAC, sit de importanță comunitară — SCI) din Italia întinsă pe o suprafață de 292 ha, integral pe uscat.

## Localizare
Centrul sitului Bosco Vallazzuna este situat la coordonatele 41°53′13″N 14°18′40″E / 41.886944°N 14.311111°E.

## Înființare
Situl Bosco Vallazzuna a fost declarat sit de importanță comunitară în septembrie 1995 pentru a proteja 14 specii de animale. Situl a fost protejat și ca arie specială de conservare în martie 2017.

## Biodiversitate
Situată în ecoregiunea mediteraneană, aria protejată conține 1 habitat natural: Păduri de Abies alba din Apeninii sudici.
La baza desemnării sitului se află mai multe specii protejate:
- păsări (13): uliu porumbar (Accipiter gentilis), buha (Bubo bubo), Certhia brachydactyla, cojoaica de pădure (Certhia familiaris), șerpar (Circaetus gallicus), ciocănitoare pestriță mare (Dendrocopos major), Dryobates minor, șoim călător (Falco peregrinus), șoimul rândunelelor (Falco subbuteo), muscar-gulerat (Ficedula albicollis), Leiopicus medius, viespar (Pernis apivorus), huhurez mic (Strix aluco)
- mamifere (1): lupul (Canis lupus)

Pe lângă speciile protejate, pe teritoriul sitului au mai fost identificate 9 specii de plante, 5 specii de mamifere.